# Lu Zhengxiang
Lu Zhengxiang (ur. 12 czerwca 1871, zm. 15 stycznia 1949) – chiński polityk, dyplomata, w późniejszym okresie zakonnik katolicki.
Urodził się w Szanghaju, w rodzinie protestanckiego katechety. Odebrał staranne wykształcenie, w latach 1893–1906 pracował jako tłumacz i sekretarz chińskiego poselstwa w Petersburgu. Następnie był ambasadorem Chin w Holandii (1907–1911) i Rosji (1911–1912). Po powrocie do Chin objął w 1912 roku urząd ministra spraw zagranicznych, który sprawował z przerwami do 1920 roku. W latach 1912 oraz 1915–1916 był także premierem Republiki Chińskiej oraz Cesarstwa Chińskiego. Politycznie sytuował się w obozie reformistów, przeciwstawiając się nagłym, rewolucyjnym przemianom ustrojowym. Od 1922 do 1927 roku pełnił godność ambasadora w Bernie.
W 1911 roku przeszedł na katolicyzm. Od 1899 roku był żonaty z Belgijką. Po jej śmierci w 1926 roku wycofał się z życia publicznego i rok później wstąpił do benedyktyńskiego klasztoru św. Andrzeja koło Brugii. Przybrał imię zakonne Pierre-Célestin. W 1946 roku został mianowany przez papieża Piusa XII opatem tytularnym klasztoru św. Piotra w Gandawie. Pod koniec lat 40. chciał powrócić do Chin jako misjonarz z celem założenia w Państwie Środka klasztoru benedyktyńskiego, plany te pokrzyżowała jednak jego ciężka choroba i śmierć.
Był autorem kilku prac, m.in. Souvenirs et pensées (1946) i La rencontre des humanités (wydane pośmiertnie w 1949). Dowodził, iż chrześcijaństwo stanowi spełnienie postulatów etycznych konfucjanizmu. Probówał wykazać zbieżność pojęć Logosu oraz Dao. Opowiadał się także za wprowadzeniem klasycznego języka chińskiego jako języka liturgicznego Kościoła katolickiego w Chinach.